# 五辻治仲
五辻 治仲（いつつじ はるなか、1867年12月8日（慶応3年11月13日）- 1932年（昭和7年）10月16日）は、明治から昭和期の政治家、実業家、華族。貴族院子爵議員。

## 経歴
山城国京都で大膳大夫・五辻安仲の長男として生まれる。父の死去に伴い、1906年（明治39年）3月22日、子爵を襲爵した。
1894年（明治27年）7月、学習院大学科を卒業。1911年（明治44年）臨時治水調査会委員に就任。その他、大国銀行取締役、高野山電気鉄道監査役などを務めた。
1911年7月10日、貴族院子爵議員に選出され、研究会に所属して活動し、死去するまで4期在任した。

## 栄典
- 1896年（明治29年）6月20日 - 正五位[9]
- 1921年（大正10年）4月20日 - 従三位[10]
- 1930年（昭和5年）5月1日 - 正三位[11]

## 親族
- 妻 五辻トラ（石羽秀定女、岡本重威養女）[1]
- 長男 五辻隆仲[1][4]
- 孫 五辻規仲（隆仲長男、子爵）・金光公仲（隆仲二男、金光家邦養子）[1][4]